# Neemias Queta
Artikeln följer den portugisiska namnseden; faderns efternamn är Barbosa och moderns efternamn Queta.

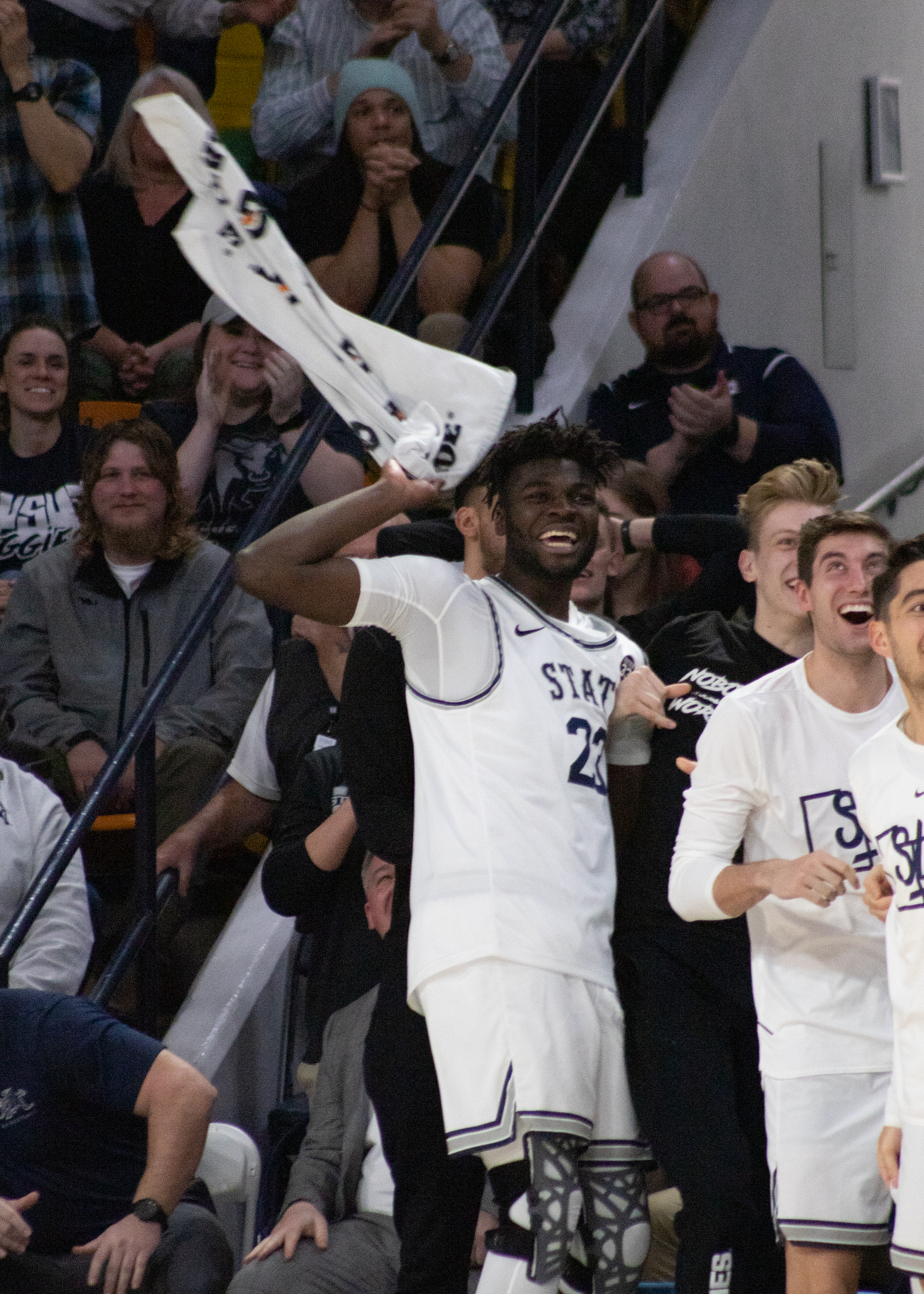
Neemias Queta, 2020.

Neemias Esdras Barbosa Queta, född 13 juli 1999 i Lissabon, är en portugisisk professionell basketspelare (C) som spelar för Boston Celtics i National Basketball Association (NBA). Han har tidigare spelat bland annat för Benfica och Sacramento Kings.
Queta draftades av Sacramento Kings i andra rundan i 2021 års draft som 39:e spelare totalt.
Innan han började spela i NBA, studerade Queta på Utah State University och spelade för deras idrottsförening Utah State Aggies.